# Vương Cường
Vương Cường (tiếng Trung giản thể: 王强, bính âm Hán ngữ: Wáng Qiáng, sinh tháng 6 năm 1963, người Hán) là tướng lĩnh Quân Giải phóng Nhân dân Trung Quốc. Ông là Thượng tướng Quân Giải phóng Nhân dân Trung Quốc, Ủy viên Ủy ban Trung ương Đảng Cộng sản Trung Quốc khóa XX, hiện là Tư lệnh Chiến khu Bắc Bộ. Ông từng là Tư lệnh Không quân Chiến khu Tây Bộ, Phó Tư lệnh Chiến khu Tây Bộ.
Vương Cường là đảng viên Đảng Cộng sản Trung Quốc. Ông có sự nghiệp đa phần trong lực lượng Không quân Trung Quốc, hoạt động ở Quân khu Tế Nam trước giai đoạn chuyển thể quân đội Trung Quốc sang hệ thống chiến khu.

## Xuất thân và giáo dục
Vương Cường sinh tháng 6 năm 1963 tại huyện Vinh thuộc địa cấp thị Tự Cống, tỉnh Tứ Xuyên, Cộng hòa Nhân dân Trung Hoa. Ông lớn lên và tốt nghiệp phổ thông ở huyện Vinh, vượt qua vòng thi tuyển về thể chất những năm 1980 và được chọn vào nhóm thanh niên đạt điều kiện ở huyện Vinh tham gia học không quân ở trường quân đội.

## Sự nghiệp
Năm 1979, Vương Cường nhập ngũ Quân Giải phóng Nhân dân Trung Quốc, được đào tạo không quân và điều về Quân khu Tế Nam, hoạt động ở lực lượng không quân của Quân khu Tế Nam. Ông lần lượt đảm nhiệm các chức vụ từ thấp nhất cho đến Sư trưởng Sư đoàn 12 của Không quân Tế Nam năm 2010, rồi Phó Tham mưu trưởng Không quân Tế Nam từ tháng 7 năm 2013, được thăng quân hàm Thiếu tướng Không quân vào tháng 7 năm 2014. Tháng 1 năm 2016, hệ thống lực lượng quân đội địa phương được cải tổ, Chiến khu Tây Bộ được thành lập quản lý Tân Cương, Tây Tạng, Thanh Hải, Cam Túc, Ninh Hạ, Tứ Xuyên và Trùng Khánh, Vương Cường được điều tới Thành Đô, bổ nhiệm làm Phó Tham mưu trưởng Chiến khu Tây Bộ, kiêm Tham mưu trưởng Không quân Tây Bộ. Sang tháng 7 năm 2018, ông nhậm chức Phó Tư lệnh Chiến khu Tây Bộ, thăng quân hàm Trung tướng vào tháng 6 năm 2019, và được chuyển chức làm Tư lệnh Không quân Chiến khu Tây Bộ từ tháng 4 năm 2020.
Đầu tháng 9 năm 2022, trước thềm Đại hội Đảng Cộng sản Trung Quốc lần thứ XX, Ủy viên Trung ương Đảng, Thượng tướng, Tư lệnh Chiến khu Bắc Bộ Lý Kiều Minh được miễn nhiệm chức vụ ở chiến khu, thay thế vị trí, Vương Cường được điều tới nhậm chức Tư lệnh Chiến khu Bắc Bộ, đồng thời phong quân hàm Thượng tướng Không quân vào ngày 8 tháng 9, là tướng lĩnh duy nhất được phong quân hàm trong sự kiện này. Với việc thay đổi lãnh đạo cấp cao của quân đội trước thềm sự kiện chính trị Đại 20, một số nguồn tin nước ngoài từ Ấn Độ cho rằng đây là dấu hiệu của việc đảo chính ở Trung Quốc, lãnh tụ Tập Cận Bình đã bị quản thúc tại gia bởi quân đội. Tuy nhiên nhiều nguồn tin khác bác bỏ tin tức này. Vương Cường cũng là đại biểu dự Đại 20 từ đoàn đại biểu Quân Giải phóng Nhân dân Trung Quốc. Giai đoạn đầu năm 2022, ông được bầu làm đại biểu tham gia Đại hội Đảng Cộng sản Trung Quốc lần thứ XX từ đoàn Quân Giải phóng và Vũ cảnh. Tại đại hội, ông được bầu làm Ủy viên Ủy ban Trung ương Đảng Cộng sản Trung Quốc khóa XX.

## Lịch sử thụ phong quân hàm
| Quân hàm |             |             |              |  |  |  |  |  |  |  |  |
| Cấp bậc  | Thiếu tướng | Trung tướng | Thượng tướng |  |  |  |  |  |  |  |  |
|          |             |             |              |  |  |  |  |  |  |  |  |